# Unione Sportiva Codogno 1926-1927
Questa pagina raccoglie le informazioni riguardanti l'Unione Sportiva Codogno nelle competizioni ufficiali della stagione 1926-1927.

## Rosa
| N. |                   | Ruolo | Calciatore          |
| -- | ----------------- | ----- | ------------------- |
|    | Italia (bandiera) | D     | Angelo Arcari (II)  |
|    | Italia (bandiera) | A     | Pietro Arcari (III) |
|    | Italia (bandiera) | P     | Mario Ardemagni     |
|    | Italia (bandiera) | D     | Lucio Beltrami      |
|    | Italia (bandiera) | A     | Pietro Ciceri       |
|    | Italia (bandiera) | D     | Innocente Colombo   |

| N. |                   | Ruolo | Calciatore            |
| -- | ----------------- | ----- | --------------------- |
|    | Italia (bandiera) | C     | Achille Gorla         |
|    | Italia (bandiera) | A     | Cornelio Marchini     |
|    | Italia (bandiera) | D     | Aldo Marudi           |
|    | Italia (bandiera) | A     | Alessandro Mazzoletti |
|    | Italia (bandiera) | D     | Giovanni Molinari     |